# Championnats du Chili de cyclisme sur route
Les championnats du Chili de cyclisme sur route sont organisés tous les ans.

## Hommes

### Podiums de la course en ligne
| Année     | Vainqueur              | Deuxième                    | Troisième              |
| --------- | ---------------------- | --------------------------- | ---------------------- |
| 1927      | Luis Fernández         |                             |                        |
| 1929      | Rodolfo Rojas          |                             |                        |
| 1930      | Rodolfo Rojas          |                             |                        |
| 1932 (1)  | Pedro Romero           |                             |                        |
| 1932 (2)  | Pedro Romero           |                             |                        |
| 1933      | Rodolfo Rojas          |                             |                        |
| 1934      | Armando Leiva          |                             |                        |
| 1935      | Jorge Poblete          |                             |                        |
| 1936      | Arturo Donoso          |                             |                        |
| 1937      | Ricardo Canessa        |                             |                        |
| 1938      | Rafael Gómez           |                             |                        |
| 1939      | Carlos Muñoz López     |                             |                        |
| 1940      | Jorge Guerra (es)      |                             |                        |
| 1941 (1)  | Manuel Aguilera        |                             |                        |
| 1941 (2)  | Jorge Guerra (es)      |                             |                        |
| 1942      | Carlos Vega            |                             |                        |
| 1943      | Raúl Carvajal          |                             |                        |
| 1944      | Cosme Urra             |                             |                        |
| 1945      | Luis Bahamondes        |                             |                        |
| 1947 (1)  | Jorge Arévalo          |                             |                        |
| 1947 (2)  | Rogelio Salcedo (pt)   |                             |                        |
| 1949 (1)  | Jorge Belda            |                             |                        |
| 1949 (2)  | Luis Bahamondes        |                             |                        |
| 1950      | Cruz Orellana          |                             |                        |
| 1951      | Rogelio Salcedo (pt)   |                             |                        |
| 1952      | Antonio Rojas          |                             |                        |
| 1953      | Sergio Peñaloza        |                             |                        |
| 1954      | Eduardo Rodríguez      |                             |                        |
| 1955      | Cruz Orellana          |                             |                        |
| 1956      | Cruz Orellana          |                             |                        |
| 1958      | Juan Pérez (pt)        |                             |                        |
| 1959      | Juan Pérez (pt)        |                             |                        |
| 1961      | Julio Ascui            |                             |                        |
| 1962      | Jaime Zentano          |                             |                        |
| 1963      | Manuel González        |                             |                        |
| 1964      | Manuel González        |                             |                        |
| 1965      | Manuel González        |                             |                        |
| 1966      | Manuel González        |                             |                        |
| 1967      | Carlos Fernández       |                             |                        |
| 1968      | Luis Rodríguez         |                             |                        |
| 1969      | Arturo León            |                             |                        |
| 1970      | Sergio Salas           |                             |                        |
| 1971      | Bruno Génova           |                             |                        |
| 1972      | Arturo León            |                             |                        |
| 1973      | Pas organisé           | Pas organisé                | Pas organisé           |
| 1974      | Raúl Martínez          |                             |                        |
| 1975      | Luis Ortega            |                             |                        |
| 1976      | Roberto Muñoz (es)     |                             |                        |
| 1977      | Jaime Bretti           |                             |                        |
| 1978      | Jesús Cordova          |                             |                        |
| 1979      | Eduardo Cuevas (en)    |                             |                        |
| 1980      | Jaime Bretti           |                             |                        |
| 1981      | Manuel Valenzuela      |                             |                        |
| 1982      | Manuel Aravena (de)    |                             |                        |
| 1983-1996 | Résultats inconnus     | Résultats inconnus          | Résultats inconnus     |
| 1997      | José Medina            | Juan Fierro                 | Gonzalo Garrido        |
| 1998      | Résultats inconnus     | Résultats inconnus          | Résultats inconnus     |
| 1999      | Luis Sepúlveda         | Marco Arriagada             | Gonzalo Garrido        |
| 2000      | Marcelo Sandoval       | Gonzalo Garrido             | César Doussang         |
| 2001-2002 | Résultats inconnus     | Résultats inconnus          | Résultats inconnus     |
| 2003      | Gonzalo Garrido        | Marcelo Arriagada           | Gonzalo Miranda        |
| 2004      | Jaime Bretti           | Marcelo Sandoval            | Gonzalo Garrido        |
| 2005      | Juan Francisco Cabrera | Arturo Corvalán (en)        | Richard Rodríguez (en) |
| 2006      | Gonzalo Garrido        | Luis Sepúlveda              | Richard Rodríguez (en) |
| 2007      | Gonzalo Garrido        | Juan Francisco Cabrera (de) |                        |
| 2008      | Gonzalo Miranda        | Gonzalo Garrido             | Patricio Almonacid     |
| 2009      | José Aravena           | Patricio Almonacid          | César Oliva            |
| 2010      | Luis Sepúlveda         | Marco Arriagada             | Elías Monardes         |
| 2011      | Gonzalo Garrido        | Andrei Sartassov            | Patricio Almonacid     |
| 2012      | Carlos Oyarzún         | Pablo Alarcón               | Pedro Palma            |
| 2013      | Julio Garcés           | Ricardo Paredes             | Gerson Zúñiga          |
| 2014      | Lino Arriagada         | Pablo Alarcón               | Gerson Zúñiga          |
| 2015      | José Luis Rodríguez    | Gonzalo Garrido             | Wolfgang Burmann       |
| 2016      | Edison Bravo           | Pedro Palma                 | Javier Gallardo        |
| 2017      | José Luis Rodríguez    | Gonzalo Garrido             | Patricio Almonacid     |
| 2018      | Adrián Alvarado        | Antonio Cabrera             | Matías Arriagada       |
| 2019      | Felipe Peñaloza        | Cristian Ojeda              | Adrián Alvarado        |
| 2020      | Pas organisé           | Pas organisé                | Pas organisé           |
| 2021      | José Luis Rodríguez    | Abraham Paredes             | Francisco Kotsakis     |
| 2022      | Francisco Kotsakis     | Manuel Lira                 | Héctor Quintana        |
| 2023      | Manuel Lira            | Joaquín Corvalán            | José Luis Rodríguez    |
| 2024      | Francisco Kotsakis     | José Luis Rodríguez         | Edison Bravo           |
| 2025      | Héctor Quintana        | José Autrán                 | Francisco Kotsakis     |

Multi-titrés
- 4 : Gonzalo Garrido, Manuel González
- 3 : José Luis Rodríguez, Cruz Orellana, Rodolfo Rojas
- 2 : Francisco Kotsakis, Luis Sepúlveda, Jaime Bretti, Arturo León, Juan Pérez (pt), Rogelio Salcedo (pt), Jorge Guerra (es), Pedro Romero

### Podiums du contre-la-montre
| Année | Vainqueur                          | Deuxième                           | Troisième                          |
| ----- | ---------------------------------- | ---------------------------------- | ---------------------------------- |
| 2000  | Luis Sepúlveda                     | Marco Arriagada                    | Pablo González                     |
| 2001  | Marco Arriagada                    | Sven Harms                         | Luis Sepúlveda                     |
| 2002  | Pas organisé ou résultats inconnus | Pas organisé ou résultats inconnus | Pas organisé ou résultats inconnus |
| 2003  | Marco Arriagada                    | Juan Fierro                        | José Medina                        |
| 2004  | Juan Fierro                        | Antonio Cabrera                    | Patricio Almonacid                 |
| 2005  | Pas organisé ou résultats inconnus | Pas organisé ou résultats inconnus | Pas organisé ou résultats inconnus |
| 2006  | Marco Arriagada                    | Luis Sepúlveda                     | José Medina                        |
| 2007  | José Medina                        | Marco Arriagada                    | Jorge Contreras                    |
| 2008  | Robinson Núñez                     | José Medina                        | Luis Sepúlveda                     |
| 2009  | Jorge Contreras                    | Robinson Nuñez                     | José Medina                        |
| 2010  | Marco Arriagada                    | Juan Fernández Faundez             | José Medina                        |
| 2011  | Gonzalo Garrido                    | Patricio Almonacid                 | Juan Norambuena                    |
| 2012  | Carlos Oyarzún                     | Pedro Palma                        | Daniel Cádiz                       |
| 2013  | Gerson Zúñiga                      | Cristian Humire                    | Juan Peredo                        |
| 2014  | Jonathan Guzmán                    | Daniel Cádiz                       | Pablo Seisdedos Gerson Zúñiga      |
| 2015  | Wolfgang Burmann                   | Jorge Contreras                    | Patricio Almonacid                 |
| 2016  | José Luis Rodríguez                | Matías Muñoz                       | Patricio Almonacid                 |
| 2017  | José Luis Rodríguez                | Diego Ferreyra                     | Jonathan Guzmán                    |
| 2018  | Germán Bustamante                  | Luis Sepúlveda                     | Luis Delgado                       |
| 2019  | José Luis Rodríguez                | Matías Arriagada                   | Elias Tello                        |
| 2020  | Pas organisé                       | Pas organisé                       | Pas organisé                       |
| 2021  | José Luis Rodríguez                | Abraham Paredes                    | Juan Lira                          |
| 2022  | José Luis Rodríguez                | Patricio Baeza                     | Diego Ferreyra                     |
| 2023  | José Luis Rodríguez                | Cristóbal Lira                     | Alejandro Lovera                   |
| 2024  | José Luis Rodríguez                | Sebastián Carvacho                 | Gonzalo Eguiguren                  |
| 2025  | Héctor Quintana                    | Cristian Arriagada                 | Cristóbal Lira                     |

Multi-titrés
- 7 : José Luis Rodríguez
- 4 : Marco Arriagada
- 2 : José Medina

## Femmes

### Podiums de la course en ligne
| Année | Vainqueur          | Deuxième               | Troisième             |
| ----- | ------------------ | ---------------------- | --------------------- |
| 1999  | Elisa Maria Garcia | Silvia Gonzalez Uribe  | Macarena Larrain      |
| 2000  | Claudia Aravena    | Alejandra Saavedra     | Silvia Gonzalez Uribe |
| 2006  | Marta Bobadilla    | Laura Soto             | Daniela Garces        |
| 2007  | Paola Muñoz        | Francisca Campos       | Barbara Arancibia     |
| 2008  | Paola Muñoz        | Francisca Campos       | Olga Cisterna         |
| 2009  | Romina Diaz        | Margarita Hernández    | Olga Cisterna         |
| 2010  | Paola Muñoz        | Olga Cisterna          | Daniela Guajardo      |
| 2011  | Daniela Rojas      | Leslie Pulgar          | Constanza Gonzalez    |
| 2012  | Paola Muñoz        | Karla Vallejos         | Flor Palma            |
| 2013  | Karla Vallejos     | Constanza Paredes      | Carla Darras          |
| 2014  | Paola Muñoz        | Daniela Guajardo       | Karla Vallejos        |
| 2015  | Denisse Ahumada    | Karla Vallejos         | Paola Muñoz           |
| 2016  | Karla Vallejos     | Stephanie Subercaseaux | Gigliolla Monichi     |
| 2017  | Paola Muñoz        | Paula Ruiz             | Constanza Paredes     |
| 2018  | Aranza Villalón    |                        |                       |
| 2019  | Denisse Ahumada    | Aranza Villalón        | Fernanda Soto         |
| 2020  |                    |                        |                       |
| 2021  | Aranza Villalón    | Yarela Gonzalez        | Johanna Cortes        |
| 2022  | Catalina Soto      | Camila García          | Victoria Martinez     |
| 2023  | Karla Vallejos     | Paula Villalón         | Beatriz Morales       |
| 2024  | Catalina Vidaurre  | Aranza Villalón        | Catalina Soto         |
| 2025  | Catalina Soto      |                        |                       |

Multi-titrées
- 6 : Paola Muñoz
- 2 : Karla Vallejos, Denisse Ahumada, Aranza Villalón

### Podiums du contre-la-montre
| Année | Vainqueur                | Deuxième           | Troisième                |
| ----- | ------------------------ | ------------------ | ------------------------ |
| 1999  | Macarena Larrain         | Alejandra Saavedra | Silvia Gonzalez Uribe    |
| 2000  | Claudia Aravena          | Alejandra Saavedra | Silvia Gonzalez Uribe    |
| 2006  | Paulina Fuentealba Duran | Claudia Miranda    |                          |
| 2007  | Barbara Arancibia        | Irene Aravena      | Paulina Fuentealba Duran |
| 2008  | Francisca Campos         | Irene Aravena      | Olga Cisterna            |
| 2009  | Claudia Aravena          | Barbara Arancibia  | Olga Cisterna            |
| 2010  | Olga Cisterna            | Francisca Navarro  | Marta Bobadilla          |
| 2011  | Leslie Pulgar            | Ana Bobadilla      |                          |
| 2012  | Flor Palma               | Karla Vallejos     | Olga Cisterna            |
| 2013  | Karla Vallejos           | Carla Darras       | Constanza Paredes        |
| 2014  | Daniela Guajardo         | Constanza Paredes  | Karla Vallejos           |
| 2015  | Daniela Guajardo         | Constanza Paredes  | Paola Muñoz              |
| 2016  | Aranza Villalón          | Constanza Paredes  | Stephanie Subercaseaux   |
| 2017  | Aranza Villalón          | Constanza Paredes  | Vanessa Vidal            |
| 2018  | Aranza Villalón          |                    |                          |
| 2019  | Constanza Paredes        | Denisse Ahumada    | Aranza Villalón          |
| 2020  |                          |                    |                          |
| 2021  | Aranza Villalón          | Paula Villalón     | Stephanie Subercaseaux   |
| 2022  | Catalina Soto            | Fernanda Tapia     | Aranza Villalón          |
| 2023  | Aranza Villalón          | Catalina Soto      | Victoria Martinez        |
| 2024  | Aranza Villalón          | Catalina Soto      | Victoria Martinez        |
| 2025  | Catalina Soto            |                    |                          |

Multi-titrées
- 5 : Aranza Villalón
- 2 : Claudia Aravena, Daniela Guajardo

## Espoirs Hommes

### Podiums de la course en ligne
| Année | Vainqueur           | Deuxième            | Troisième           |
| ----- | ------------------- | ------------------- | ------------------- |
| 2008  | Juan Raúl Bravo     | Luis Bravo          | Pedro Palma         |
| 2009  | Pedro Palma         | Diego Vera          | Óscar Valencia      |
| 2010  | Gonzalo González    | Pedro Palma         | Cristopher Mansilla |
| 2011  | Pedro Palma         | Vicente Mulga       | Wolfgang Burmann    |
| 2012  | Jonathan Guzmán     | Marcel Vandel       | Germán Bustamante   |
| 2013  | José Luis Rodríguez | Juan Carrasco       | Mandel Márquez      |
| 2014  | José Luis Rodríguez | Juan Cabrera        | Matías Muñoz        |
| 2015  | José Luis Rodríguez | Sebastián Reyes     | Carlos Olivares     |
| 2016  | Matías Muñoz        | José Luis Rodríguez | Matías Arriagada    |
| 2017  | Diego Ferreyra      | Claudio García      | Nicolás Cabrera     |
| 2018  | ?                   | ?                   | ?                   |
| 2019  | Nicolás Cabrera     | Diego Ferreyra      | José Autrán         |
| 2020  | Pas organisé        | Pas organisé        | Pas organisé        |
| 2021  | Héctor Quintana     | Tomás Quiroz        | Cristian Arriagada  |
| 2022  | Vicente Rojas       | Tomás Quiroz        | Matías Silva        |
| 2023  | Tomás Quiroz        | Héctor Quintana     | Felipe Pizarro      |
| 2024  | Claudio Álvarez     | Bastián Díaz        | Tomás Quiroz        |
| 2025  | Martín Mancilla     |                     |                     |

Multi-titrés
- 3 : José Luis Rodríguez
- 2 : Pedro Palma

### Podiums du contre-la-montre
| Année | Vainqueur           | Deuxième            | Troisième         |
| ----- | ------------------- | ------------------- | ----------------- |
| 2008  | Juan Raúl Bravo     | Luis Bravo          | Juan Norambuena   |
| 2009  | Óscar Valencia      | Julio Garcés        | Pedro Palma       |
| 2010  | Pedro Palma         | Cristopher Mansilla | Jonathan Guzmán   |
| 2011  | Wolfgang Burmann    | Vicente Muga        | Pedro Palma       |
| 2012  | Jonathan Guzmán     | Germán Bustamante   | Óscar Velásquez   |
| 2013  | José Luis Rodríguez | Germán Bustamante   | Wolfgang Burmann  |
| 2014  | José Luis Rodríguez | Matías Muñoz        | Ricardo Martínez  |
| 2015  | José Luis Rodríguez | Germán Bustamante   | Brandon Urrutia   |
| 2016  | José Luis Rodríguez | Matías Muñoz        | Maximiliano Tapia |
| 2017  | Diego Ferreyra      | Claudio García      | Víctor Olivares   |
| 2018  | ?                   | ?                   | ?                 |
| 2019  | Diego Ferreyra      | Alejandro Lovera    | Nicolás Cabrera   |
| 2020  | Pas organisé        | Pas organisé        | Pas organisé      |
| 2021  | Héctor Quintana     | Cristian Arriagada  | Felipe Pizarro    |
| 2022  | Héctor Quintana     | Jacob Decar         | Felipe Pizarro    |
| 2023  | Héctor Quintana     | Cristian Arriagada  | Claudio Álvarez   |
| 2024  | Diego Rojas         | Tomás Quiroz        | Claudio Álvarez   |
| 2025  | Diego Rojas         | Facundo Arias       | Vicente Cárdenas  |

Multi-titrés
- 4 : José Luis Rodríguez
- 3 : Héctor Quintana
- 2 : Diego Rojas, Diego Ferreyra

## Juniors Hommes

### Podiums de la course en ligne
| Année | Vainqueur        | Deuxième            | Troisième         |
| ----- | ---------------- | ------------------- | ----------------- |
| 2008  | Luis Nova        |                     |                   |
| 2009  | Adrián Alvarado  | Diego Venegas       | Allan Quesada     |
| 2010  | Óscar Velázquez  | Edison Bravo        | Pablo González    |
| 2011  | Alexis Mansilla  | Hans Flores         | Simón Millaquén   |
| 2012  | Cristian Cornejo | Alejandro Gutíerrez | Sebastián Moya    |
| 2013  | Sebastián Reyes  | Alejandro Gutíerrez | Brandon Urrutia   |
| 2014  | Sebastián Reyes  | Gabriel Pérez       | Rodrigo León      |
| 2015  | Nicolás Cabrera  | Francisco Moreno    | Claudio García    |
| 2016  | Nicolás Vergara  | Brian Monroy        | Esteban Rivera    |
| 2017  | José Autran      | Ignacio Espinoza    | José Moraga       |
| 2018  |                  |                     |                   |
| 2019  | Lotar Naning     | Jacob Decar         | Wilson Antinao    |
| 2020  | Pas organisé     | Pas organisé        | Pas organisé      |
| 2021  | Denilzon Ahumada | Josafat Cárdenas    | Valentin Campos   |
| 2022  | Martín Mancilla  | Diego Rojas         | Martín Espinoza   |
| 2023  | Vicente Cárdenas | Diego Rojas         |                   |
| 2024  | Camilo Martí     | Ignacio Manbran     | Raimundo Carvajal |
| 2025  | Elton Ahumada    | Vicente Muñoz       | Benjamín Burgos   |

Multi-titrés
- 2 : Sebastián Reyes

### Podiums du contre-la-montre
| Année | Vainqueur           | Deuxième            | Troisième          |
| ----- | ------------------- | ------------------- | ------------------ |
| 2009  | Diego Carrillo      | Rolando García      | Nelson Vergara     |
| 2010  | Edison Bravo        | Felipe Peñaloza     | Jonathan Velásquez |
| 2011  | Óscar Velásquez     | José Luis Rodríguez | Pablo Reyes        |
| 2012  | José Luis Rodríguez | Luis Urrutia        | João Ahumada       |
| 2013  | Brandon Urrutia     | Matías Arriagada    | Cristian Cornejo   |
| 2014  | Diego Pozo          | Claudio García      | Gabriel Pérez      |
| 2015  | Diego Ferreyra      | Pablo Gálvez        | Nicolás Cabrera    |
| 2016  | Víctor Arriagada    | Vicente Sepúlveda   | Nicolás Klenner    |
| 2017  | Alejandro Lovera    | Gerald Scheing      | Matías Cerda       |
| 2018  | ?                   | ?                   | ?                  |
| 2019  | Felipe Pizarro      | Wilson Antinao      | Hardy Scheing      |
| 2020  | Pas organisé        | Pas organisé        | Pas organisé       |
| 2021  | Josafat Cárdenas    | Raimundo Leiva      | Franco Astudillo   |
| 2022  | Diego Rojas         | Andrés Gras         | Benjamin Andrade   |
| 2023  | Diego Rojas         | Ignacio Labrín      | Ignacio Manbran    |
| 2024  | Raimundo Carvajal   | Ignacio Labrín      | Facundo Arias      |
| 2025  | Luciano Carrizo     | Raimundo Carvajal   | Clemente Jaravillo |

Multi-titrés
- 2 : Diego Rojas